# Distrito de Murshidabad
Murshidabad (en bengalí: মুর্শিদাবাদ জেলা) es un distrito de la India en el estado de Bengala Occidental. Código ISO: IN.WB.MU.
Comprende una superficie de 5 324 km².
El centro administrativo es la ciudad de Baharampur.

## Demografía
Según censo 2011 contaba con una población total de 7 102 430 habitantes, de los cuales 3 472 835 eran mujeres y 3 629 595 varones.